# Poppi
Poppi település Olaszországban, Toszkána régióban, Arezzo megyében. Lakosainak száma 5823 fő (2023. január 1.). Poppi Bagno di Romagna, Bibbiena, Castel Focognano, Castel San Niccolò, Chiusi della Verna, Ortignano Raggiolo és Pratovecchio Stia községekkel határos.

## Népesség
A település lakossága az elmúlt években az alábbi módon változott:
| Lakosok száma | 6134 | 6153 | 5823 |
|               | 2017 | 2018 | 2023 |